# Super Liga Nacional de Kenia
La Super Liga Nacional de Kenia es la segunda liga de fútbol en importancia en el país solo por debajo de la Liga Keniana de Fútbol y es organizada por la Federación de Fútbol de Kenia.

## Historia
La liga fue creada el 10 de junio de 2013 por la reforma hecha por la Federación de Fútbol de Kenia en la que se estableció un sistema de 6 divisiones que estaría en vigencia a partir de la temporada 2014.

## Formato
El torneo consta de 24 equipos divididos en dos zonas de 12 cada una, donde algunos clubes son de categoría profesional y otros son semiprofesionales. Se enfrentan entre sí a dos vueltas, completando 22 partidos y el equipo que quede en primer lugar de cada zona obtiene el ascenso a la Liga Keniana de Fútbol, mientras que los dos peores clubes de cada zona descienden a la Primera División de Kenia.

## Equipos 2015
| Club                     | Zona | Ciudad   | Estadio                  | Capacidad |
| ------------------------ | ---- | -------- | ------------------------ | --------- |
| Administration Police FC | A    | Nairobi  | APTC Ground              | ?         |
| Agrochemical             | B    | Muhoroni | Muhoroni Stadium         | 20 000    |
| Bidco United             | A    | Thika    | Del Monte Grounds        | ?         |
| Busia United Stars       | B    | Busia    | Busia Stadium            | ?         |
| FC Talanta               | A    | Nairobi  | Ruaraka Stadium          | 5000      |
| Finlays Horticulture     | B    | Naivasha | Kingfisher Grounds       | ?         |
| GFC 105                  | B    | Eldoret  | The Discipleship Grounds | ?         |
| Kakamega Homeboyz        | B    | Kakamega | Bukhungu Stadium         | 5000      |
| Kariobangi Sharks        | A    | Nairobi  | Nairobi City Stadium     | 15 000    |
| Karuturi Sports          | B    | Naivasha | Naivasha Stadium         | 5000      |
| Ligi Ndogo               | A    | Nairobi  | Ligi Ndogo Grounds       | 2000      |
| Mahakama                 | A    | Nairobi  | Nairobi City Stadium     | 15 000    |
| Modern Coast Rangers     | A    | Mombasa  | Refinery Grounds         | ?         |
| MOYAS FC                 | A    | Nairobi  | Lang'ata Prison Ground   | ?         |
| Nairobi Stima            | A    | Nairobi  | Nairobi City Stadium     | 15 000    |
| Nakumatt                 | A    | Nairobi  | Ruaraka Stadium          | 5000      |
| Nzoia United             | B    | Bungoma  | Kanduyi Stadium          | ?         |
| Oserian                  | A    | Naivasha | Naivasha Stadium         | 5000      |
| Posta Rangers            | A    | Nairobi  | Hope Centre              | 5000      |
| Rift Valley United       | B    | Eldoret  | Desconocido              | ?         |
| Shabana                  | B    | Kisii    | Gusii Stadium            | 5000      |
| St. Joseph               | B    | Nakuru   | Desconocido              | ?         |
| West Kenya Sugar         | B    | Kakamega | Bukhungu Stadium         | 5000      |
| Zoo Kericho              | B    | Kericho  | Green Stadium            | 5000      |

## Ediciones anteriores
- 2015 - Kakamega Homeboyz (A) y Posta Rangers (B)[2]